# Вулиця Петра Батьківського (Тернопіль)
Вулиця Петра Батьківського — вулиця в мікрорайоні «Кутківці» міста Тернополя. Названа на честь лейтенанта збройних сил України, учасника російсько-української війни Петра Батьківського. До 11 липня 2022 року — Вулиця Бригадна (за винятком будинків №№ 12-26).

## Відомості
Розпочинається від вулиці Львівської, пролягає на схід, згодом — на північ до мікрорайону «Пронятин», де продовжується вулицями Мирною та Проектною.

## Дотичні вулиці
Лівобічні: Золотогірська
Правобічні: Покрови, Тернопільська

## Транспорт
На вулиці знаходяться шість зупинок громадського транспорту, до яких курсує комунальний автобус №23.

## Комерція
- Клуб верхової їзди «Стара підкова» та ветеринарна аптека (Петра Батьківського, 25)

## Освіта
- Дитячий садок №32 (Петра Батьківського, 6)